# August Groel
August Groel (* 12. Februar 1898 in Erfenbach; † 17. Februar 1989 in Rostock) war ein deutscher Spanienkämpfer, Widerstandskämpfer gegen den Nationalsozialismus, Häftling im KZ Buchenwald und Mitarbeiter im DDR-Außenhandelsministerium.

## Leben
August Groel arbeitete nach einer Kaufmannslehre als Angestellter in Mannheim und wurde 1918 zum Kriegsdienst eingezogen. Er kam 1919 über den Spartakusbund in die Kommunistische Partei Deutschlands (KPD) und war bis 1922 in verschiedenen Funktionen der Partei. Anschließend arbeitete er in der Karosseriewerkstatt seiner Familie, mit der er 1924 nach Buenos Aires ging. Gemeinsam mit seiner Frau Gusty (1888–1966) beteiligte sich Groel in Argentinien an illegalen Tätigkeiten der KPD. Im Februar 1937 folgte das Ehepaar mit 20 weiteren Deutschen dem Aufruf der Komintern zur „Verteidigung der Spanischen Republik gegen die Franco-Putschisten“. Von 1937 bis 1939 kämpfte er als Interbrigadist in der deutschen Brigade. Groel wurde in den Lagern Le Vernet (Internierungslager) und Camp de Gurs inhaftiert und von der französischen Regierung an die Nationalsozialisten ausgeliefert. 1941 wurde er im KZ Buchenwald interniert und dem Arbeitskommando „Wäscherei“ sowie später dem Arbeitskommando „Arbeitsstatistik“ zugeteilt. Während dieser Zeit beteiligte er sich am Häftlingswiderstand. Nach der Befreiung widmete sich August Groel der politischen Organisierung der ehemaligen Häftlinge. Am 23. April 1945 leitete er die „Buchenwalder Volksfrontkonferenz“, auf der Hermann Brill über „Die nächsten Aufgaben der Volksfront“ referierte.
Ab 1948 war August Groel Leiter der Abteilung Handelspolitik in der Hauptverwaltung Interzonen- und Außenhandel der Deutschen Wirtschaftskommission und an den ersten Außenhandelsverträgen der DDR beteiligt. Anschließend arbeitete er als Leiter der Fachschule für Außenhandel. Von 1954 bis 1966 leitete Groel das Deutsche Institut für Marktforschung, das später in Forschungsinstitut des Ministeriums für Außenhandel umbenannt wurde. Zuletzt lebte er in Rostock und arbeitete für das „Komitee der Antifaschistischen Widerstandskämpfer“. Er starb wenige Tage nach seinem 91. Geburtstag und wurde auf dem Neuen Friedhof in Rostock bestattet.

## Auszeichnungen
- Medaille für Kämpfer gegen den Faschismus 1933 bis 1945
- 1974 Vaterländischer Verdienstorden in Gold
- 1983 Ehrenspange zum Vaterländischen Verdienstorden in Gold